# برش الماس
تراش الماس تلاش برای شکل‌دادن الماس با استفاده از سنگ ناهموار و ناهمگن به یک جواهر وجهی است. تراش الماس به دلیل سختی زیاد به دانش، علم، ابزار، تجهیزات و تکنیک‌های تخصصی نیاز دارد.
در سال ۱۳۷۵ هجری شمسی، اولین صنف الماس تراش‌ها و صیقل‌دهندگان در شهر نورنبرگ آلمان تأسیس شد. این سازمان باعث توسعه انواع مختلف «برش» الماس گردید.
اصطلاح برش در رابطه با الماس دو معنی دارد: اولین معنی به شکل الماس اشاره دارد، مانند مربع، بیضی یا سایر اشکال. معنی دوم به کیفیت خاص برش مربوط می‌شود که کیفیت و قیمت الماس به‌طور قابل توجهی تحت تأثیر آن قرار می‌گیرد.
از آنجا که الماس یکی از سخت‌ترین مواد شناخته شده است، برای تراشیدن آن از سطوح ویژه ای که با الماس پوشش داده شده‌اند استفاده می‌شود. اولین پیشرفت عمده در زمینه تراش الماس در نیمه دوم قرن چهاردهم با ابداع «برش نقطه‌ای» رخ داد. این نوع برش از شکل طبیعی یک کریستال الماس خشن هشت‌وجهی پیروی می‌کند و به کاهش ضایعات در فرایند برش کمک می‌کند.
برش الماس، و همچنین پردازش کلی، در چند شهر در سراسر جهان متمرکز شده است. مراکز اصلی تجارت الماس آنتورپ، تل‌آویو و دبی هستند که از آنجا مواد خام به مراکز اصلی پردازش هند و چین ارسال می‌شود. الماس‌ها در سورات هند و شهرهای گوانگژو و شنژن چین تراش و صیقل داده می‌شوند. هند در سال‌های اخیر بین ۹۰ درصد از بازار جهانی الماس را در اختیار داشته است و چین در یک سال اخیر مابقی سهم بازار جهانی را در اختیار داشته است. دیگر مراکز مهم الماس نیویورک و آمستردام هستند.

برش الماس

## فرایند برش الماس
فرایند اصلی برش الماس شامل این مراحل است. برنامه‌ریزی, برش یا اره زنی, بروتینگ, پرداخت و بازرسی نهایی. یک فرایند برش برلیانت گرد ساده شامل مراحل زیر است:
- برنامه‌ریزی – برنامه‌ریزی امروزی الماس با استفاده از نرم‌افزار پیشرفته کامپیوتری انجام می‌شود.
- علامت گذاری - مشخص کردن بهترین و بهینه‌ترین شکل ممکن و برش الماس.
- اره کردن سنگ زبر - سنگ خام الماس بر اساس شکل اولیه‌اش اره‌کاری می‌شود؛ زیرا همهٔ الماس‌ها نیاز به اره‌کاری ندارند
- جدول - این مرحله شامل ایجاد سطح صاف در بالای الماس است که به آن «صفحه» می‌گویند.
- برش نوار - در این مرحله، گردن الماس (لبهٔ خارجی که تاج و پایه را از هم جدا می‌کند) شکل‌دهی و صیقل داده می‌شود.
- مسدود کردن ۸ وجه غرفه اصلی - این وجه‌ها به ۴ گوشه و ۴ غرفه تقسیم می‌شوند زیرا گوشه‌ها و غرفه‌ها به دلیل ساختار اتمی الماس در جهات مختلف قرار دارند.
- تاج - تاج از ۸ وجه اصلی تشکیل شده و به ۴ گوشه و ۴ قاب تقسیم می‌شود.
- بروتینگ نهایی - اطمینان از اینکه کمربند الماس کاملاً گرد و صاف است.
- پرداخت تمام ۱۶ وجه اصلی.
- درخشان - افزودن و پرداخت ۸ ستاره و ۱۶ غرفه و ۱۶ نیمه تاج.
- کنترل کیفیت - بررسی تقارن، جلا و برش (زاویه) پس از تکمیل الماس.

اگرچه یک روش تدریجی برای ایجاد یک برش براق گرد است. فرایند واقعی بستگی به اندازه و کیفیت سنگ راف نیز شامل مراحل بسیار زیادی است. به عنوان مثال، در مرحله اول سنگ‌های درشت‌تر بررسی می‌شوند تا شکل سه‌بعدی پیدا کنند، سپس برای یافتن کاربرد بهینه استفاده می‌شود. اسکن ممکن است بعد از هر مرحله تکرار شود و بروتینگ ممکن است در چندین مرحله جدا انجام شود که هر کدام کمربند را به شکل نهایی نزدیکتر می‌کند.
این فقط به این دلیل ممکن است که سختی الماس بسته به سمتی که در آن سعی می‌شود برش یا آسیاب شود، بسیار متفاوت است.

### برنامه‌ریزی
تولیدکنندگان الماس سنگ‌های خام را از جنبه اقتصادی تحلیل می‌کنند و دو هدف اصلی در تصمیم‌گیری‌های مربوط به نحوه برش الماس دارند. هدف اول، حداکثر بازده از سرمایه‌گذاری روی سنگ خام است. هدف دوم، فروختن سریع‌تر الماس برش خورده است.
برای این کار، از دستگاه‌های اسکن استفاده می‌شود تا یک مدل سه‌بعدی کامپیوتری از سنگ خام به دست آید. همچنین، درون‌گذاشت‌ها (نواقص درون سنگ) عکسبرداری می‌شوند و روی مدل سه‌بعدی قرار می‌گیرند. سپس از این مدل برای پیدا کردن بهترین روش برش استفاده می‌شود تا هم بازده اقتصادی به حداکثر برسد و هم الماس سریع‌تر به فروش برسد.

### حفظ وزن
تحلیل نگهداری وزن به بررسی سنگ خام الماس می‌پردازد تا بهترین ترکیب از الماس‌های برش‌خورده را بر اساس ارزش به ازای هر قیراط پیدا کند. برای مثال، یک سنگ خام الماس به وزن ۲٫۲۰ قیراط (۴۴۰ میلی‌گرم) که به شکل اکتاهدرون است، ممکن است بتواند (i) دو الماس نیم‌قیراطی (۱۰۰ میلی‌گرم) تولید کند که ارزش مجموع آن‌ها بیشتر از (ii) یک الماس ۰٫۸۰ قیراطی (۱۶۰ میلی‌گرم) به همراه یک الماس ۰٫۳۰ قیراطی (۶۰ میلی‌گرم) باشد که از همان سنگ خام برش می‌خورند.
این تحلیل به تولیدکنندگان کمک می‌کند تا بهترین روش برش را انتخاب کنند و از سنگ خام بیشترین ارزش ممکن را استخراج کنند.
برش گرد و برلیانت مربعی ترجیح داده می‌شود که کریستال یک هشت ضلعی باشد، زیرا اغلب ممکن است دو سنگ از یکی از این کریستال‌ها بریده شود. کریستال‌هایی با شکل عجیب و غریب، مانند ماکل‌ها، بیشتر در یک برش فانتزی - یعنی برشی غیر از برلیانت گرد - که شکل کریستالی خاص به آن کمک می‌کند، تراشیده می‌شوند.
حتی با وجود تکنیک‌های مدرن، برش و صیقل دادن کریستال الماس همیشه منجر به کاهش قابل توجه وزن می‌شود، به طوری که حدود ۵۰٪ از وزن اولیه از دست می‌رود. گاهی اوقات برشکارها مجبور می‌شوند برای جلوگیری از نمایان شدن رون‌گذاشت‌ها یا برای حفظ وزن، از نسبت‌ها و تقارن ایده‌آل صرف‌نظر کنند. چون قیمت به ازای هر قیراط الماس معمولاً در نقاط خاصی مانند ۱ قیراط تغییر می‌کند، بسیاری از الماس‌های یک‌قیراطی (۲۰۰ میلی‌گرم) نتیجه‌ای از توافق در کیفیت برش به نفع حفظ وزن قیراط هستند.
در الماس‌های رنگی، برش می‌تواند بر درجه رنگ الماس تأثیر بگذارد و در نتیجه ارزش آن را افزایش دهد. برای تشدید رنگ الماس از اشکال برش خاصی استفاده می‌شود. برش تابشی نمونه ای از این نوع برش است.
الماس‌های رنگ سبز طبیعی اغلب فقط یک رنگ سطحی ناشی از تابش طبیعی دارند که از طریق سنگ گسترش نمی‌یابد. به همین دلیل الماس‌های سبز با قسمت‌های قابل توجهی از سطح الماس خام اصلی (طبیعی) بر روی نگین تمام شده بریده می‌شوند. این طبیعت‌ها هستند که رنگ الماس را فراهم می‌کنند.

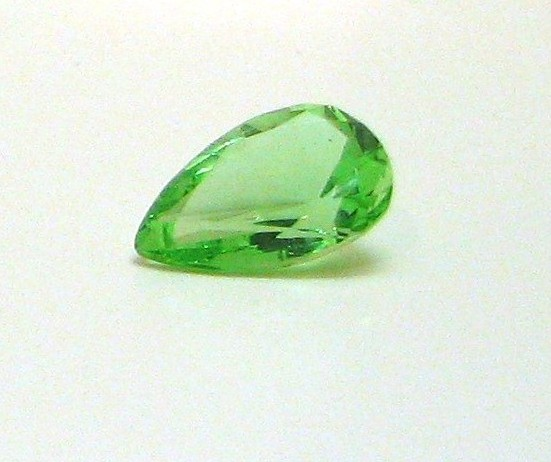
حفظ رنگ الماس

### حفظ رنگ
برش الماس‌های رنگی نقش بسیار مهمی در تقویت رنگ و در نتیجه افزایش ارزش آن‌ها دارد. در مورد الماس‌های سبز، رنگ طبیعی معمولاً به دلیل تابش طبیعی است که فقط در لایه‌های سطحی الماس ایجاد می‌شود و به عمق سنگ نفوذ نمی‌کند.
برای حفظ و تقویت این رنگ سبز، جواهرسازان معمولاً بخش‌های قابل توجهی از سطح الماس خام (که به آن «طبیعی‌ها» گفته می‌شود) را در فرایند برش به‌طور عمدی دست نخورده باقی می‌گذارند. این طبیعی‌ها برای حفظ رنگ سبز الماس بسیار اهمیت دارند، زیرا این بخش‌ها جایی هستند که اثر تابش طبیعی متمرکز شده است؛ بنابراین، برش باید به‌گونه‌ای برنامه‌ریزی شود که هم رنگ سبز سنگ حفظ شود و هم این لایه‌های سطحی مهم حفظ گردند.
یکی از برش‌هایی که به‌ویژه برای تقویت رنگ الماس‌های رنگی، از جمله الماس‌های سبز، مناسب است، برش رادیانت است. این برش درخشندگی الماس را به حداکثر می‌رساند و می‌تواند رنگ الماس را با بازتاب نور به‌گونه‌ای تقویت کند که رنگ طبیعی آن بیشتر نمایان شود. به این ترتیب، برش رادیانت نه‌تنها به جذابیت بصری الماس می‌افزاید بلکه به تقویت رنگ سبز آن نیز کمک می‌کند، که در نهایت باعث افزایش ارزش آن می‌شود.

### به حداکثر رساندن ارزش (افزاش بهره‌وری)
یکی از موضوع‌های بسیار مهم این است که الماس به چه سرعتی به فروش می‌رسد. این موضوع اغلب منحصر به نوع جنس الماس است. در حالی که یک طرح برش خاص ممکن است ارزش بهتری به همراه خودش داشته باشد، یک طرح متفاوت و منحصر به فرد ممکن است الماس‌هایی را به همراه داشته باشد که زودتر به فروش می‌رسند و بازدهی زودتر از سرمایه‌گذاری را فراهم می‌کنند.

### بریدن یا اره کردن
تراش کردن عبارت است از جدا کردن یک قطعه الماس زبر به قطعات جداگانه و ریزتر، که به عنوان تکه‌های جداگانه تمام شود. در مرحله برنامه‌ریزی، تولیدکنندگان الماس مراحل برنامه‌ریزی شکاف را شناسایی می‌کنند و از نتیجه آن برنامه‌ریزی‌ها برای تصمیم‌گیری در مورد نحوه تقسیم الماس استفاده می‌کنند. سازندگان الماس با لیزر یا اره یا الماس دیگر یک شیار در الماس ایجاد می‌کنند و سپس با قرار دادن یک تیغه فولادی در شیار و زدن ضربه ملایم الماس شکافته می‌شود. شکاف می‌تواند در امتداد هر یک از چهار صفحه موازی با وجوه یک الماس هشت وجهی باشد (یعنی عمود بر مورب‌های بدنه سلول واحد).
اره کردن - استفاده از اره الماس یا لیزر، برای بریدن الماس ناهموار به قطعات جداگانه و ریزتر است. برخلاف شکاف، این مرحله شامل برنامه‌ریزی کردن برای برش نیست. این مرحله به الماس‌ها شکل اولیه می‌دهد.

### بروتینگ
فرایند بروتینگ به شکل‌دهی دقیق گرده (حاشیه بیرونی) الماس برای ایجاد یک دایره کامل اطلاق می‌شود. این مرحله در برش الماس اهمیت زیادی دارد، زیرا گرده تأثیر زیادی بر ظاهر کلی الماس و نحوهٔ قرارگیری آن در جواهرات دارد.
در دنیای مدرن، برای برش گرده الماس از روش‌هایی مانند لیزر، صفحه برش الماس‌دار یا چرخاندن دو الماس مقابل یکدیگر استفاده می‌شود تا دقت بالایی در شکل‌گیری دایره به دست آید. همچنین از الماس‌های صنعتی که بسیار سخت هستند، برای سایش و شکل‌دهی استفاده می‌شود. این فرایند نیاز به دقت زیادی دارد، زیرا حتی تغییرات اندک در گرده می‌تواند بر تقارن الماس و کیفیت کلی آن تأثیر بگذارد.
امروزه نرم‌افزارهای کامپیوتری برای اندازه‌گیری دقت گرده و بررسی میزان دایره بودن آن به کار می‌روند. برای اینکه یک الماس به عنوان «برش عالی» شناخته شود، باید گرده آن با دقتی حدود یک دهم میلی‌متر گرد شود. این سطح از دقت باعث می‌شود که الماس به بهترین نحو نور را بازتاب دهد و درخشندگی و زیبایی آن بیشتر شود.
به‌طور کلی، برودینگ نه تنها فرآیندی فنی برای شکل‌دهی الماس است، بلکه نیازمند مهارت‌های ویژه و استفاده از تکنولوژی مدرن برای رسیدن به بالاترین استانداردهای برش است.

### پولیش الماس

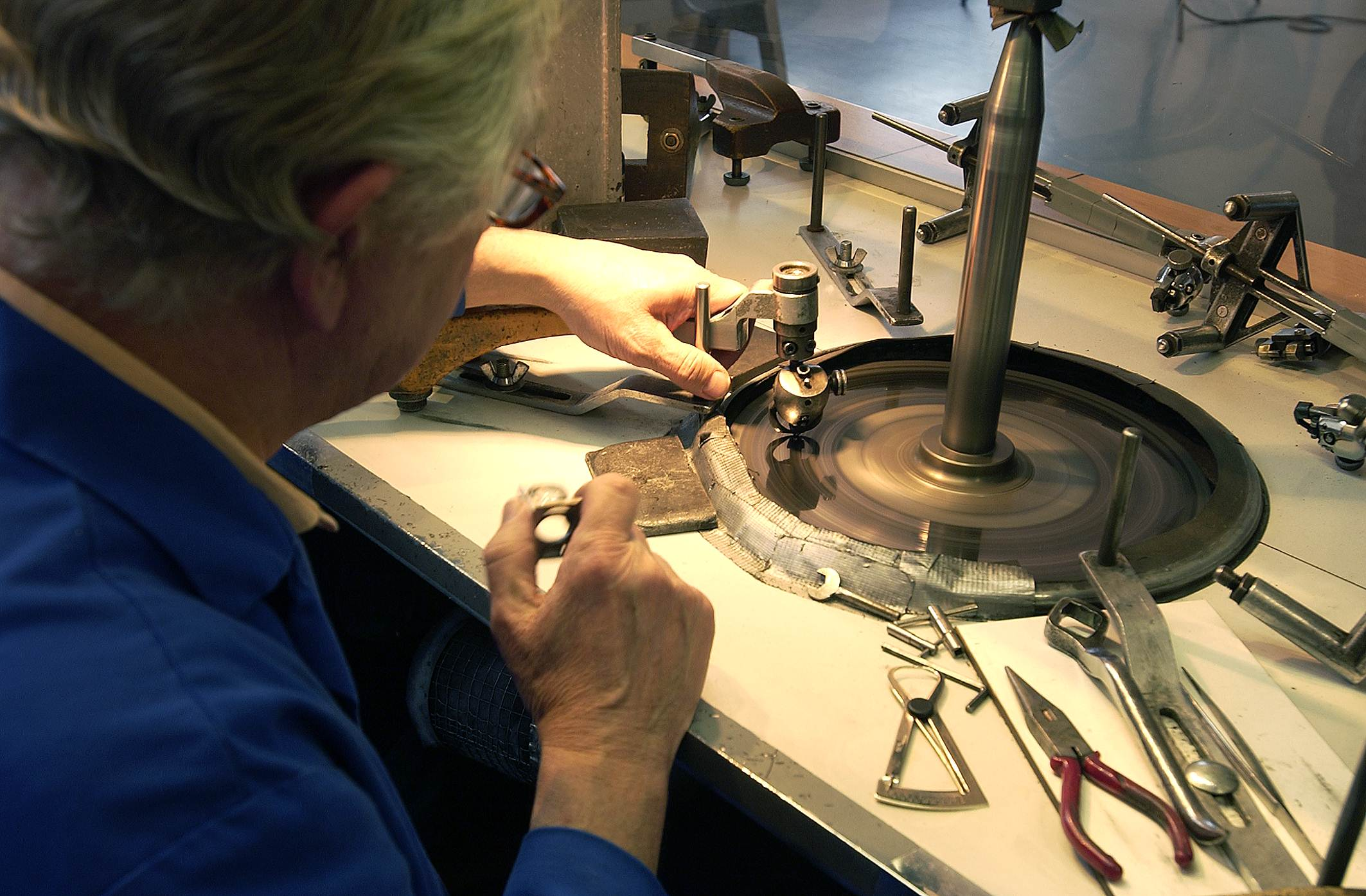
پولیش الماس

صیقل دادن الماس آخرین مرحله در فرایند برش الماس است. در یک کارخانه الماس، فردی به نام برشکار الماس مسئول است که ابتدا وجه‌های اصلی را روی الماس ایجاد می‌کند (که به این مرحله «بلاکینگ» گفته می‌شود). این کار به منظور حفظ حداکثر وزن، وضوح و بهترین زاویه‌ها برای شکل خاص الماس انجام می‌شود. پس از اتمام مرحله بلوکینگ، الماس توسط برشکار صیقل داده می‌شود تا وجه‌های اصلی صاف و هموار شوند که به این مرحله صیقل دادن الماس گفته می‌شود.
پس از آنکه وجه‌های اصلی توسط برشکار صیقل داده شد، برلیانت‌کار به صیقل دادن وجه‌های نهایی می‌پردازد. وجه‌هایی که در این مرحله به الماس اضافه می‌شوند، شامل ستاره‌ها (Stars) و نیمه‌های بالایی و پایینی که به آن‌ها وجه‌های گیره بالایی و پایینی (Upper and Lower Girdle Facets) گفته می‌شود، هستند.
این مراحل به‌طور کلی باعث می‌شود که الماس درخشندگی و زیبایی نهایی خود را به دست آورد.

### بازدید نهایی
مرحله نهایی شامل تمیز کردن کامل الماس در اسیدها و بررسی الماس برای مشاهده اینکه آیا استانداردهای کیفی سازنده را برآورده می‌کند یا خیر.

## برش دادن
به نظر می‌رسد که شما در حال بحث دربارهٔ تأثیر روندهای بازار بر روی اشکال الماس و ارزش آن‌ها هستید، به‌ویژه بر روی برش مارکیز. شما درست می‌گویید که مطلوبیت اشکال مختلف الماس می‌تواند در طول زمان تغییر کند و بر روی ارزش مجدد آن‌ها تأثیر بگذارد.
برش مارکیز که زمانی محبوب بود، دچار نوساناتی در مطلوبیت شده و این موضوع منجر به گزینه‌هایی همچون تبدیل آن به شکل بیضی یا گلابی می‌شود که می‌تواند جذابیت بازار آن را افزایش دهد. فرایند تغییر شکل می‌تواند منجر به کاهش وزن قیراطی حدود ۵ تا ۱۰ درصد شود، اما همچنین می‌تواند ارزش الماس را افزایش دهد اگر شکل جدید بیشتر مورد تقاضا باشد.
در قرن هجدهم روند تراش الماس هندی مطابق با سلیقه انگلیسی وجود داشت. برش اصلی کوه نور کمی بیش از ۱۸۶ قیراط وزن داشت. هنگامی که آن را به یک برلیان بیضی شکل برش دادند، تقریباً ۸۰ قیراط از بین رفت.
سایر جنبه‌ها نیز در کاهش ارزش تأثیر می‌گذارند، مانند وضوح. اگر یک شکل اصلی حاوی اجزایی بر روی نوک‌ها باشد، برش باعث افزایش شفافیت می‌شود، زیرا برش دادن به شکل جدید، الماس نهایی تمیزتری را به همراه خواهد داشت.